# Clemelis pullata
Clemelis pullata là một loài ruồi trong họ Tachinidae.